# 羅漢寺古佛崖石刻
羅漢寺古佛崖石刻位於重慶市渝中区羅漢寺內，原公布為市級，文物遺址年代為宋，1983年12月1日列為重慶市第一批市級文物保護單位。2000年9月7日列為第一批重慶市文物保護單位。